# Super Mario 64
Super Mario 64 (スーパーマリオ64 Sūpā Mario Rokujūyon?) är ett plattformsspel utvecklat och utgivet av Nintendo till Nintendo 64. Det var tillsammans med Pilotwings 64 en av konsolens lanseringstitlar. Det släpptes i Japan den 23 juni 1996, och senare i Nordamerika, Europa och Australien. En förbättrad remake under titeln Super Mario 64 DS släpptes till Nintendo DS 2004. Spelaren styr spelarfiguren Mario medan denne utforskar Prinsessan Peachs slott och måste rädda henne från hans ärkefiende Bowser. 
Super Mario 64 är ett av de första tredimensionella (3D) plattformsspelen och  innehåller en öppen spelvärld, frihetsgrader genom ytans samtliga tre dimensioner och relativt stora områden som främst består av äkta 3D-polygoner i motsats till endast tvådimensionella (2D) sprites. Spelet etablerade en ny förebild för 3D-genren, lika mycket som Super Mario Bros gjorde för sidscrollande 2D-plattformsspel. I utvecklingen från två dimensioner till tre lades tyngdpunkten i Super Mario 64 på utforskning inom stora världar som kräver att spelaren slutför flera olika uppdrag, utöver de tillfälliga linjära hinderbanorna som i traditionella plattformsspel. Därmed bevarar spelet de många spelelement och figurer som härstammar från de tidigare Mario-spelen.
Super Mario 64 har lämnat ett bestående intryck på 3D-speldesign och är särskilt känt för sin användning av ett dynamiskt kamerasystem och implementeringen av dess 360-graders analoga styrning. Det är det mest sålda spelet på Nintendo 64, med mer än elva miljoner sålda exemplar. Spelet anses av många recensenter och fans vara ett av de bästa och mest revolutionerande datorspelen genom tiderna.

## Spelupplägg

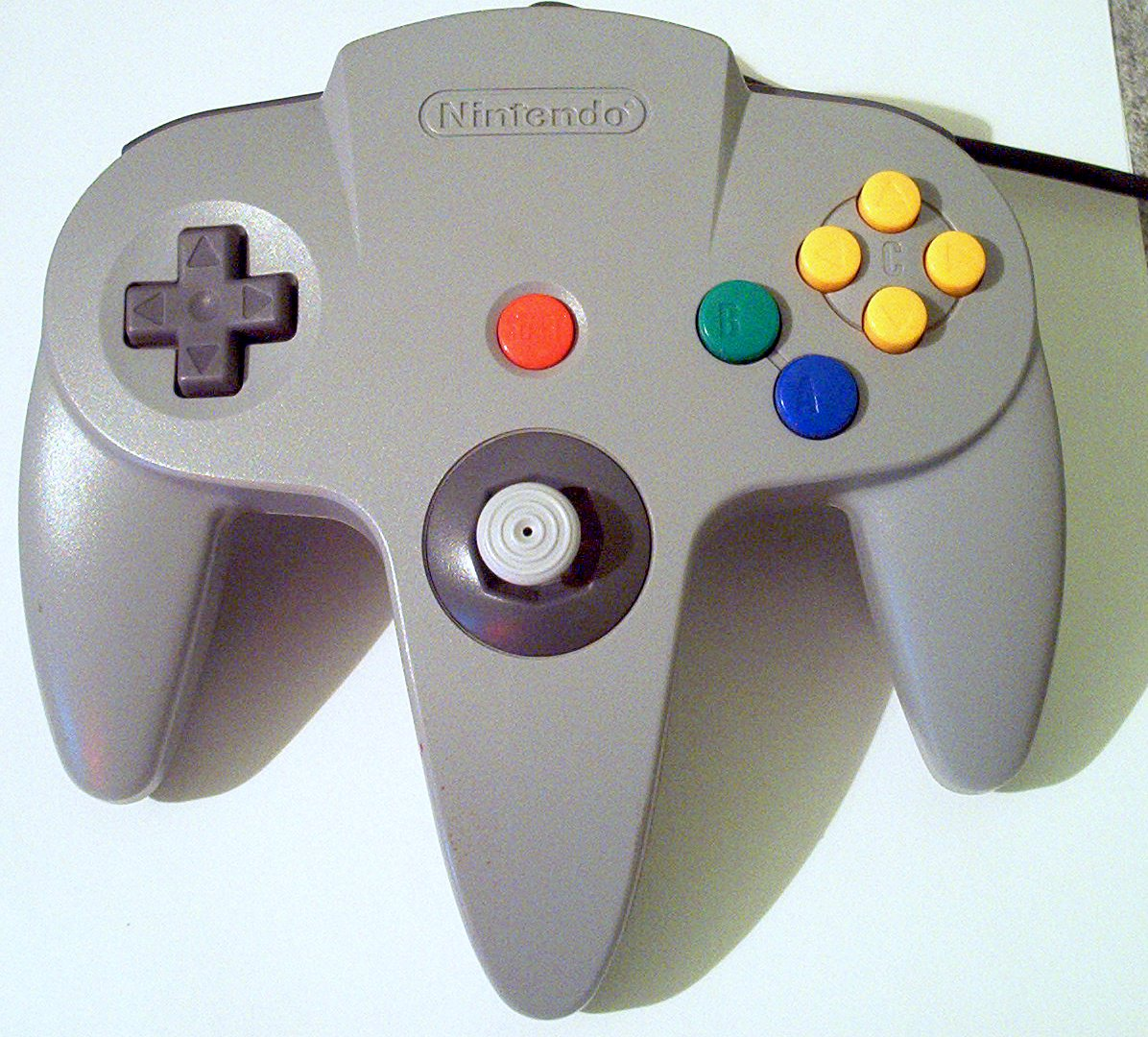
Med den blåa A-knappen kan spelaren aktivera Marios olika hopp, och med den analoga styrspaken kan man bestämma i vilken hastighet och riktning Mario skall gå.

Super Mario 64 är ett 3D-plattformsspel där spelaren styr Mario genom flera banor. Varje bana är en omgärdad värld där spelaren är fri att vandra i alla riktningar och utforska miljön utan tidsbegränsning. Världarna är fyllda med fiender som attackerar Mario, liksom vänliga varelser (t.ex. rosa "fredsälskande" Bob-omb Buddies) som kan ge hjälp, erbjuda information eller be om en tjänst. Spelaren samlar på stjärnor i varje bana; några stjärnor dyker upp först efter att spelaren slutfört vissa uppdrag, som ofta härleds till namnet på banan. Dessa utmaningar inkluderar att besegra en boss, lösa pussel, tävla med en motståndare och samla mynt. När fler stjärnor samlas kommer fler områden av slottet blir tillgängliga. Spelaren låser upp dörrarna i slottet med nycklar som förvärvas genom att besegra Bowser i specialbanor. Det finns flera gömda minibanor och andra hemliga delar till spelet, där de flesta innehåller extra stjärnor som krävs för att slutföra spelet.
Det finns tre särskilda power ups till Marios mössa som dyker upp i vissa områden på många banor. Wing Cap ger Mario förmågan att flyga; Metal Cap gör honom immun mot de flesta skador, vilket gör att han kan motstå vind, gå under vatten och bli opåverkad av giftiga gaser; och Vanish Cap gör honom delvis osynlig och gör att han kan gå igenom några hinder såsom trådnät, samt göra honom osårbar mot vissa former av skador. Vissa banor innehåller kanoner som Mario kan använda genom att prata med en rosa Bob-omb Buddy. När Mario går in i en kanon blir han bortskjuten för att komma till avlägsna platser. När spelaren är utrustad med en Wing Cap kan kanoner användas för att komma till höga höjder eller snabbt flyga över de flesta nivåerna.
Marios förmågor i Super Mario 64 är långt mer varierade än i tidigare Mario-spel. Spelaren kan få Mario att gå, springa, hoppa, huka, krypa, simma, klättra, sparka eller slå med hjälp av spelkontrollens analoga spak och knappar. Specialhopp kan utföras genom att kombinera ett vanligt hopp med andra handlingar, inklusive dubbel- och trippelhopp (att hoppa två respektive tre gånger i rad), längdhopp och bakåtvolt. Det finns också specialmanövrer, såsom att i snabb följd hoppa från en vägg till en annan för att komma till områden som annars skulle vara alltför högt. Spelaren kan plocka upp och bära vissa föremål, en förmåga som används för att lösa olika pussel, och simma under vatten i olika hastigheter. Marios livsenergi minskar långsamt under vatten, som indikerar hur länge han kan hålla andan.

## Handling och miljö
Super Mario 64 utspelar sig i Prinsessan Peachs slott, som består av tre våningar: en källare, en vallgrav och en innergård. Området utanför slottet är ett inledande område där spelaren kan experimentera och testa sina färdigheter. Slottet är utspritt med ingångar till banor via hemliga väggar och målningar. Super Mario 64 inleder med att Mario får en inbjudan från prinsessan Peach till hennes slott för att få en tårta som hon har bakat till honom. Men när Mario kommer dit upptäcker han att Bowser har invaderat slottet och fängslat prinsessan och hennes tjänare i det med hjälp av kraften från slottets 120 Power Stars (Kraftstjärnor). Många av slottets målningar är portaler till andra världar, där Bowsers hantlangare vakar över stjärnorna. Mario utforskar slottet och söker efter dessa portaler för att gå in i världarna och hämta stjärnorna. Han får inträde till fler rum medan han hittar fler Power Stars, och korsar så småningom tre olika hinderbanor, som var och en leder till en strid med Bowser. När Mario besegrat Bowser en andra gång får han en nyckel som ger honom inträde till en annan nivå av slottet. Efter att Mario besegrar Bowser i en sista strid blir Peach befriad från glasmålningen ovanför slottsingången. Peach belönar Mario med en kyss på hans näsa och bakar tårtan som hon lovade att ge honom.

## Utveckling

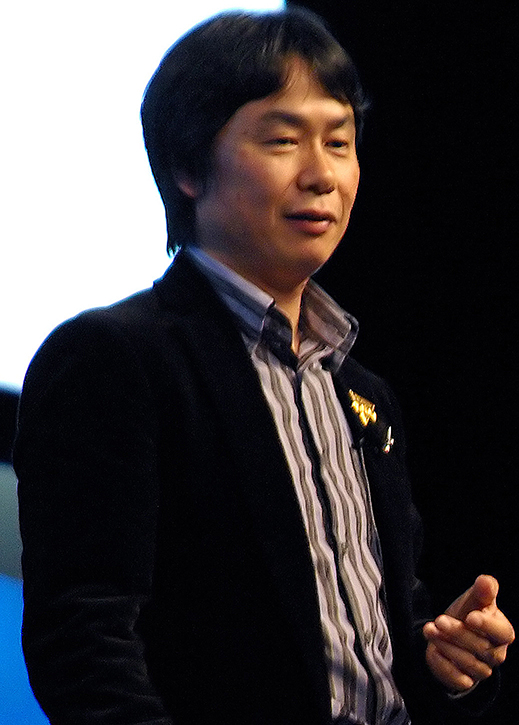
Shigeru Miyamoto, spelets regissör och producent.

### Koncept
Utvecklingen av Super Mario 64 tog mindre än två år under utvecklingen av spelkonsolen Nintendo 64 och Super Nintendo Entertainment Systems era, men producenten och regissören Shigeru Miyamoto konstaterade att han hade tänkt ut ett 3D-Mario spelkoncept mer än fem år tidigare, samtidigt som han arbetade på Starwing. Han övervägde att utnyttja Super FX-chipet för att utveckla ett föreslaget Super Nintendo Entertainment System-spel vid namn Super Mario FX, men anpassade i stället sin idé till Nintendo 64. Detta var inte på grund av det tidigare systemets tekniska begränsningar, utan eftersom N64:s spelkontroll har fler knappar att spela med. Enligt den före detta ingenjören på Argonaut Games, Dylan Cuthbert, hade ett spel med titeln Super Mario FX aldrig nått utvecklingsstatus, och "Super Mario FX" hade använts som ett internt kodnamn för själva Super FX-chipet.
Enligt spelprogrammeraren Jez San inspirerades den slutliga designen av Super Mario 64 av en prototyp från Argonaut Softwares nedlagda 3D-plattformsspel med Yoshi som spelarfigur, som senare blev Croc: Legend of the Gobbos.

### Design
Spelets utveckling började med skapandet av figurerna och kamerasystemet. Miyamoto och andra designers var från början osäkra på vilken riktning spelet skulle ta; månader tillbringades med att välja en lämplig kameravy och layout. Det ursprungliga konceptet involverade att spelet skulle ha en fastställd väg likt ett isometrisk spel (såsom Super Mario RPG), innan valet gjordes att ge spelet en frigående 3D-design. Även om majoriteten av Super Mario 64 skulle hamna i den frigående designen skulle delar av det ursprungliga konceptet med en fastställd väg finnas kvar i vissa delar av spelet, speciellt i de tre striderna med Bowser. En av programmerarna från Super Mario 64, Giles Goddard, förklarade att dessa få linjära element levde vidare som ett sätt att tvinga spelarna att komma till Bowsers håla snarare än att uppmuntra utforskning.
Utvecklingslaget lade hög prioritet vid att få Marios rörelser rätt och innan nivåerna skapades tillbringade laget tid med att testa och raffinera Marios animationer på ett enkelt rutnät. I det första testscenariot för kontrollerna och fysiken interagerade Mario med en gyllene kanin vid namn "MIPS" efter Nintendo 64:s MIPS-arkitektur CPU, som inkluderades i den slutliga utgåvan av spelet. Utvecklarna försökte inledningsvis att göra spelet till ett samarbetsspel i delad skärm med både Mario och Luigi. Tidigare skulle de två figurerna börjar vid skilda punkter i slottet och ta sig igenom spelet tillsammans. Men utvecklarna kunde inte få spelupplägget att fungera.
En unik utmaning som laget tidigt stötte på var relaterade till djupseendet, som laget parerade genom att tillhandahålla en skugga direkt under varje objekt oavsett områdets belysning. Regiassistenten Yoshiaki Koizumi skulle gå vidare med att kalla denna funktion en "järnhård nödvändighet" som "kanske inte är realistisk, men det är mycket lättare att spela."
Miyamotos vägledande designfilosofi bakom Super Mario 64 var att "inkludera fler detaljer" än de som finns i spel före Nintendo 64, som presenterar "en hel värld i miniatyr, såsom miniatyrtåg" med "alla figurernas känslor". Vissa detaljer inspirerades av utvecklarnas personliga liv. Till exempel är Boo-figurerna i spelet baserade på regiassistenten Takashi Tezukas hustru, som Miyamoto förklarade: "är vanligtvis mycket tyst, men en dag exploderade hon och var rasande över all den tid som Tezuka tillbringade på sitt arbete. I spelet finns det nu en figur som krymper när Mario tittar på den, men när Mario vänder sig bort kommer den att växa sig stor och hotfull."
Super Mario 64 har fler pussel än i tidigare Mario-spel. Det utvecklades samtidigt som The Legend of Zelda: Ocarina of Time, men då Ocarina of Time släpptes mer än två år senare hade vissa pussel från det spelet tagits till Super Mario 64. Information om Super Mario 64 läcktes först ut i november 1995 och en spelbar version av spelet presenterades några dagar senare som en del av världspremiären för Nintendo 64 (då känt som "Ultra 64") på Nintendo Space World. Vid denna tidpunkt hade de grundläggande kontrollerna implementerats och spelet var enligt uppgift 50% klart och innehöll 32 banor, även om ungefär 2% av kartläggningen var färdigställt. Miyamoto trodde att han skulle kunna skapa fler banor, upp till 40 bonusnivåer. Dock visade sig det faktiska antalet vara mycket lägre i den färdiga utgåvan, eftersom endast 15 banor kunde passa. Enligt Nintendo of Americas ordförande Howard Lincoln var Miyamotos önskan att lägga till ytterligare material i Super Mario 64 en viktig faktor i beslutet att flytta fram Nintendo 64:s lansering från julen 1995 till april 1996.

### Ljud
Musiken komponerades av kompositören Koji Kondo, som skapat nytolkningar av kända melodier från tidigare spel samt helt nytt material. Super Mario 64 är ett av de första spelen i serien med Charles Martinet som Marios röst. Spelets röster görs även av Leslie Swan (som då var chefredaktör för Nintendo Power) som prinsessan Peach, som också skrev den engelska texten för spelet.
| 1.           | It's a Me, Mario!               | 0:04  |
| 2.           | Title Theme                     | 3:31  |
| 3.           | Peach's Message                 | 0:08  |
| 4.           | Opening                         | 0:34  |
| 5.           | Super Mario 64 Main Theme       | 2:22  |
| 6.           | Slider                          | 2:49  |
| 7.           | Inside the Castle Walls         | 2:00  |
| 8.           | Looping Steps                   | 0:27  |
| 9.           | Dire, Dire Docks                | 3:06  |
| 10.          | Lethal Lava Land                | 2:43  |
| 11.          | Snow Mountain                   | 2:58  |
| 12.          | Haunted House                   | 3:06  |
| 13.          | Merry-Go-Round                  | 1:01  |
| 14.          | Cave Dungeon                    | 3:45  |
| 15.          | Piranha Plant's Lullaby         | 2:19  |
| 16.          | Powerful Mario                  | 0:54  |
| 17.          | Metallic Mario                  | 0:54  |
| 18.          | File Select                     | 0:44  |
| 19.          | Correct Solution                | 0:05  |
| 20.          | Toad's Message                  | 0:05  |
| 21.          | Power Star                      | 0:08  |
| 22.          | Race Fanfare                    | 0:05  |
| 23.          | Star Catch Fanfare              | 0:05  |
| 24.          | Game Start                      | 0:04  |
| 25.          | Course Clear                    | 0:07  |
| 26.          | Game Over                       | 0:17  |
| 27.          | Stage Boss                      | 1:21  |
| 28.          | Koopa's Message                 | 0:05  |
| 29.          | Koopa's Road                    | 2:11  |
| 30.          | Koopa's Theme                   | 2:30  |
| 31.          | Koopa Clear                     | 0:05  |
| 32.          | Ultimate Koopa                  | 2:51  |
| 33.          | Ultimate Koopa Clear            | 0:28  |
| 34.          | Ending Demo                     | 1:16  |
| 35.          | Staff Roll                      | 3:27  |
| 36.          | Piranha Plant's Lullaby - Piano | 2:23  |
| Total längd: | Total längd:                    | 50:56 |

## Mottagande
| Mottagande                | Mottagande              |
| Samlingsbetyg             | Samlingsbetyg           |
| Tjänst                    | Betyg                   |
| ------------------------- | ----------------------- |
| Gamerankings              | 96.41% (22 recensioner) |
| Metacritic                | 94/100 (13 recensioner) |
| Moby Games                | 93/100 (34 recensioner) |
| Recensionsbetyg           |                         |
| Publikation               | Betyg                   |
| Allgame                   | [ 42 ]                  |
| Edge                      | [ 43 ]                  |
| Electronic Gaming Monthly | [ 44 ]                  |
| Famitsu                   | 39/40                   |
| Game Informer             | [ 46 ]                  |
| Game Revolution           | B+                      |
| Gamespot                  | [ 48 ]                  |
| IGN                       | [ 49 ]                  |
| Nintendo Life             | [ 50 ]                  |

Super Mario 64 fick ett starkt mottagande av recensenter och är det bäst säljande Nintendo 64-spelet någonsin. I maj 2003 hade spelets sålts i över elva miljoner exemplar. Super Mario 64 blev det näst mest populära spelet på Wii:s Virtual Console i juni 2007, bakom Super Mario Bros.
Spelet har hyllats av spelpressen, och är fortfarande mycket uppmärksammat. Det har fått ett stort antal utmärkelser, bland annat olika "Årets spel"-utmärkelser av spelmedier, liksom Nintendos egna urval av bästsäljande Player's Choice. Dessutom har Super Mario 64 placerats högt på flera recensenters listor över de "bästa spelen genom tiderna", bland annat från IGN, Game Informer, Edge, Gamefaqs användare och Nintendo Power. Electronic Gaming Monthly tilldelade spelet en Guldmedalj i sin första recension, och Super Mario 64 var det första spelet som fick högsta betyg av speltidningen Edge. Den brittiska tidskriften Maximal gav det deras "Maximala Månadens spelutmärkelse", vilket gör det till det enda importerade spelet (då Super Mario 64 ännu inte hade släppts utanför Japan) som vann den utmärkelsen, och sade att det var det bästa spelet som tidskriften någonsin recenserat. Game Informer gav först spelet betyget 9,75, men gav det nya betyget 9,0 ett decennium senare i en "Retrorecension". Den japanska speltidningen Famitsu betygsatte Super Mario 64 med 39/40. Spelet fick liknande beröm för dess presentation, medan det fick kritik för dess kamerasystem. Nintendo Power hyllade spelets grafik, ljud och spelupplägg, men kommenterade att den växlande kameravinkeln tog tid att vänja sig vid. Next Generation Magazine berömde många aspekter av spelet: musiken, grafiken, brist på laddningstider och spelets omfattning, men de sade att spelet är mindre lättförståeligt än tidigare Mario-spel, och nämnde kamerans tillfälliga och oregelbundna rörelser och brist på optimal vinkel som frustrerande. Maximum ansåg att spelets starkaste delar var dess frihetskänsla och det faktum att när spelaren återbesöker nivåer kommer nya områden och utmaningar att öppnas upp.
Datorspelspublikationer och utvecklare hyllade Super Mario 64 för dess design och användning av 3D-spelmekanik. Spelet rankades av 1UP.com som ett av de första spelen som införde en serie av 2D-spel till full 3D. Maximum kommenterade att "Den gamla 2D-plattformsgenren är i grund och botten död med ankomsten av detta spel. De begränsningar som är förbundna med genren har sopats bort i kölvattnet av Mario 64." Vid övergången till 3D blev många av seriens konventioner drastiskt omprövade, med betoning på utforskning över traditionell plattformshoppning, eller "hoppa och slå" action. Även om dess kvalitet ifrågasattes av några har det hävdats att det skapat en helt ny genre som skiljer sig från tidigare spel i serien. Tidskriften Time fokuserade på de realistiska kinetiska animationerna och de kontroller som tillhandahålls av integrationen av den nya tryckkänsliga spelkontrollen till spelet, och kallade det för det "snabbaste och smidigaste spelet hittills som uppnås via joystick till tjänst för en lika virtuos rörelse", där "för en gång skull känns rörelsen på skärmen verklig".
Gamespot kallade det för ett av de 15 mest inflytelserika spelen genom tiderna, och gav Nintendo 64-versionen av spelet betyget 9,4 och Wii Virtual Console-versionen en 8. Game Informer uttryckte att även tio år senare skulle spelet fortfarande erbjuda timmar av underhållning. De kommenterade också kamerasystemet och konstaterade att genom dagens standarder "skulle kamerasystemet nästan betraktas som skadat". Game Revolutions retrospektiva recension refererade till grafiken som "vacker", men kritiserade kameravinklarna och sade att "det fungerar inte så bra som det borde".  Under 2009 placerade Game Informer Super Mario 64 på trettonde plats på sin lista över "Topp 200 spel genom tiderna". Official Nintendo Magazine refererade till spelet som ett "mästerverk i speldesign", och konstaterade att Nintendo kunde ta sin "2D-serie nummer ett och omvandla det felfritt till 3D". Michael Grayford från Liquid Entertainment konstaterade att han tidigare var "mycket oattraherad" av spelets öppenhet första gången han spelade spelet. När han spelade det senare var han "mycket nöjd" och konstaterade att "varje nivå tog fram några nya unika och coola spelelement och jag var aldrig uttråkad". Warren Spector, tidigare chefsdesigner på Ion Storm, konstaterade att det var "omöjligt att pressa in så mycket spelmekaniker i ett enda spel" och "inget spel har gjort ett bättre jobb med att visa mål innan de kunde uppnås, vilket tillåter spelarna att göra upp en plan och köra på det". Han berömde också spelets utforskningsaspekt och tillade att "[tillåta spelare att] utforska samma världar flera gånger medan det avslöjar något nytt varje gång är en uppenbarelse".

## Eftermäle
Recensenter utnämnde Super Mario 64 som en viktig bidragsgivare till förväntningen, och den inledande framgången, av Nintendo 64-konsolen. Även om konsolen från början var mycket framgångsrik förlorade den så småningom en stor del av sin marknadsandel till Sonys Playstation. 1UP.com tillskrev denna nedgång till Nintendos användning av kassetter och utformningen av Nintendo 64:s kontroll, som enligt uppgift implementerades av Miyamoto för Super Mario 64.
Spelet blev också en förebild för flera kommande 3D-plattformsspel. Gamedaily listade spelet som ett av de "mest inflytelserika datorspelen" och förklarade att det "definierade erfarenheten av 3D-plattformsspel och som påverkade många designers att skapa sina egna och originella förslag". GamesTM noterade att många spelföretag, däribland Nintendo, har försökt att utveckla ett plattformsspel att matcha mot Super Mario 64. Nintendos förstapartsutvecklare, Rare, reflekterade 2013 att under utvecklingen av Conker's Bad Fur Day från 2001 hade de ursprungligen hämtat inspiration från deras djupa analys av Super Mario 64:s spelupplägg och kameramekanik: "vi bara kopierade Mario, eller hur? Som tills idag fortfarande är den bästa 3D-kameran." Super Mario 64 är känd för sin frihetskänsla och icke-linjäritet. Ett centralt nav, där kontrollerna kan läras innan spelaren går in i själva nivåerna, har sedan dess använts i många 3D-plattformsspel. Dessutom är spelets uppdragsbaserade bandesign en inspiration för andra speldesignare. Martin Hollis, tidigare regissör och producent från Rare, sade att han tog stor inspiration från Super Mario 64 under utvecklingen av Goldeneye 007. Under 2012 sade Dan Houser, en förgrundsgestalt i utvecklingen av Grand Theft Auto-serien, att "vem som helst som gör 3D-spel som säger att de inte har lånat något från Mario eller Zelda [på Nintendo 64] ljuger." Tetsuya Nomura, en chefsdesigner på Square Enix, förklarade 2016 att Super Mario 64 var drivkraften bakom skapandet av Kingdom Hearts-serien.
Super Mario 64 är det första spelet som har en "fri" kamera som kan styras oberoende av figuren. De flesta 3D-spel från den tiden använder ett förstapersonsperspektiv, eller en kamera som är i ett fast läge i förhållande till spelarfiguren, eller till nivån. För att skapa fri utforskning och mer flytande kontroll i en 3D-värld skapade designerna ett dynamiskt system där videokameran sköts av figuren Lakitu i spelet. Kamerasystemet skulle bli en standard för 3D-plattformsspel i framtiden. Nintendo Power konstaterade att kamerakontrollschemat är vad som fick plattformsspel att övergå till tre dimensioner, och att spelet, tillsammans med The Legend of Zelda: Ocarina of Time, "banade väg" in till 3D-eran. Tillsammans med kamerakontrollen förnyade även spelet implementeringen av rörelser. Edge konstaterade att spelet ändrade "spelarnas förväntningar på 3D-rörelser för evigt". Nintendo 64:s analoga spak gör det möjligt att utföra exakta och omfattande figurrörelser än med de digitala styrkorsarna från andra konsoler, och Super Mario 64 använder detta på ett sätt som var unikt för sin tid. Vid den tiden var 3D-spel oftast avsett för kontroller där spelaren kan antingen styra spelarfiguren i förhållande till en fast kameravinkel eller i förhållande till figurens perspektiv. Super Mario 64s kontroller är helt analoga och tolkar ett 360-graders rörelseomfång i navigering genom en 3D-yta i förhållande till kameran. Den analoga spaken tillåter också exakt kontroll över subtila delar såsom den hastighet med vilken Mario springer. Super Mario 64 var ett av de första spelen att implementera systemet.

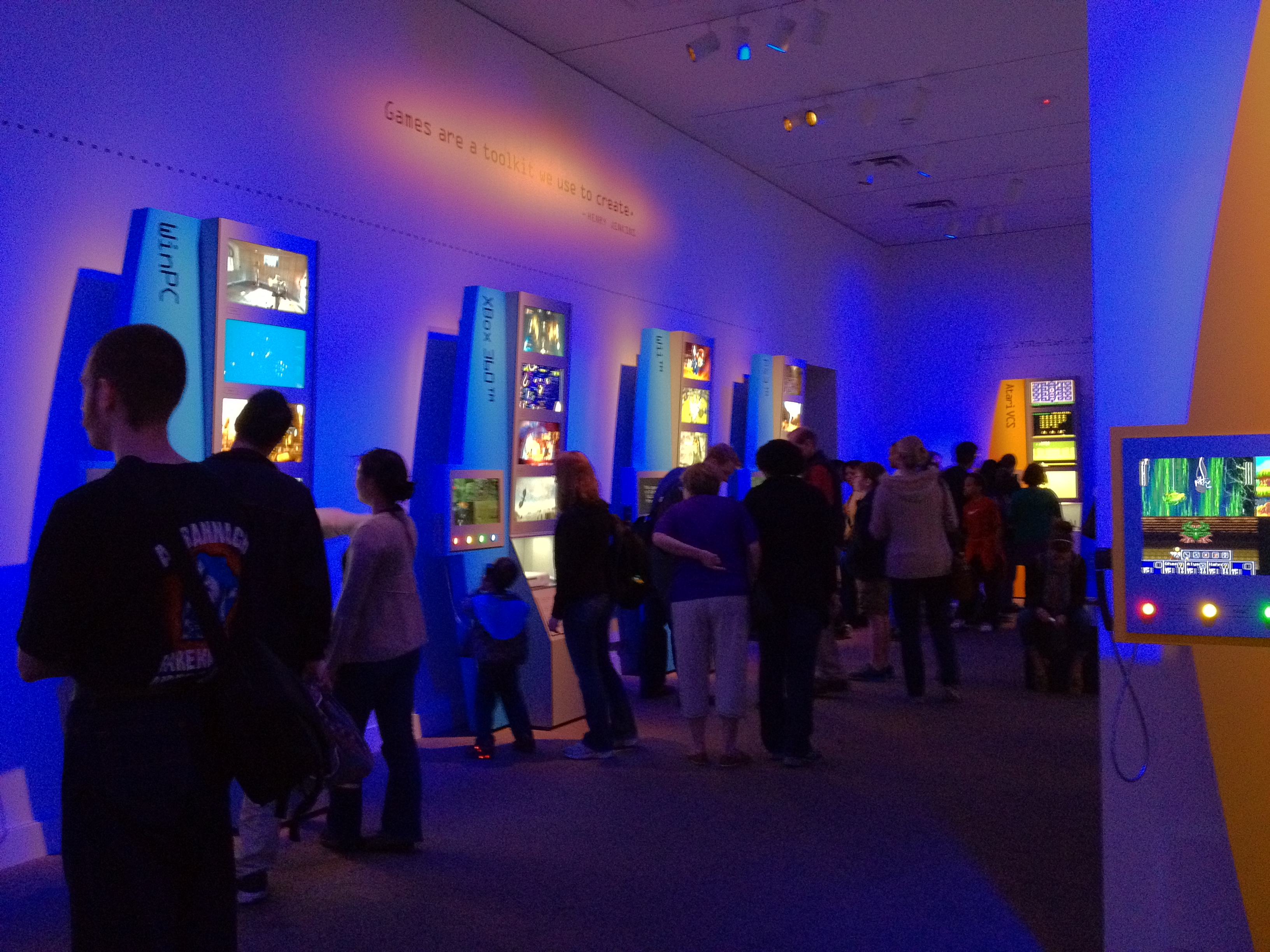
Super Mario 64 var ett av de medverkande spelen i utställningen "The Art of Video Games".

På grund av spelets popularitet började rykten om buggar och hemligheter att spridas snabbt efter dess lansering. Ett vanligt rykte var att Luigi var en hemlig figur i spelet, som utgick från oläsliga symboler i borggården som sades likna texten "L is real 2401". Samma struktur skulle dyka upp igen i The Legend of Zelda: Ocarina of Time på en plakett i Dodongo's Cavern. IGN fick så många frågor och förmodade metoder för att låsa upp Luigi att personalen erbjöd en belöning på 100 amerikanska dollar till den som kunde bevisa att Luigi var i spelet. Antalet falska koder som lämnades in till IGN sjönk dramatiskt, då Luigis medverkan visade sig vara en myt. I aprilskämtsnumret 1998 av Nintendo Power hävdas att den kryptiska frasen skulle diskuteras på den obefintliga sidan 128, och har också en skämtsam artikel med rubriken "Luigi 64" som humoristiskt kommenterar ryktet.
Den 5 maj 2011 valdes Super Mario 64 ut som ett av 80 spel som uppvisas på Smithsonian American Art Museum i Washington, D.C. som en del av utställningen "The Art of Video Games" som öppnade den 16 mars 2012. En studie, publicerad i PLOS ONE den 6 december 2017, visade att regelbundet spelande av Super Mario 64 under åtminstone sex månader ökade den grå hjärnsubstansen hos människor i åldern 55–75 år och ledde till en förbättring av både minnet och hjärnans generella hälsa.

## Återutgivningar och nyversioner
En Nintendo 64DD-version av det ursprungliga spelet skapades endast i demonstrationssyfte av prototypens drivoperation och prestanda vid Nintendo Space World-mässan 1996. Nintendo of Americas ordförande Howard Lincoln förklarade att "Super Mario 64 körs just nu på 64DD. Först skulle de inte visa upp något på 64DD, men de beslutade i sista minuten att ha ett spel som folk skulle känna igen."
Super Mario 64 blev ihop med Wave Race 64 återutgiven i Japan den 18 juli 1997 som Super Mario 64 Shindō Pak Taiō Version (スーパーマリオ64 振動パック対応バージョン?). Denna version ger stöd för Nintendos tillägg Rumble Pak och inkluderar röstskådespeleri från den engelska versionen. År 1998 återutgavs Super Mario 64 i Europa och Nordamerika som en del av Player's Choice, ett urval av spel med hög försäljning som såldes till ett reducerat pris. Spelet släpptes senare på Wii:s Virtual Console i USA den 19 november 2006 och i andra regioner under de följande veckorna. Denna utgåva ger kompatibilitet med Gamecube- och Classic-kontroller, och förbättrar upplösningen till 480p.
En förbättrad nyversion till Nintendo DS vid namn Super Mario 64 DS släpptes i samband med konsolens lansering 2004. Yoshi, Luigi och Wario är ytterligare spelbara figurer, och spelet innehåller något förändrad grafik, banor, minispel med konsolens pekskärm och ett flerspelarläge. Dessutom har antalet Power Stars höjts från 120 till 150. Recensionerna var mestadels positiva, och i mars 2008 hade Super Mario 64 DS sålts i 6,12 miljoner exemplar världen över.
År 2015 skapades en nyversion av Super Mario 64 vid namn Super Mario 64 HD, utvecklat av fans till spelet. Projektet togs senare ner på grund av ett upphovsrättsanspråk från Nintendo.

## Uppföljare
En direkt uppföljare med titeln Super Mario 64 2 planerades för Nintendo 64DD. Miyamoto nämnde på Electronic Entertainment Expo 1997 att hade "precis börjat" på projektet. I maj 1999 rapporterades att Super Mario 64 2 skulle släppas i slutet av 1999, men spelet lades ner på grund av misslyckandet med 64DD, liksom bristen på framsteg i spelets utveckling.
I stället följdes Super Mario 64 av andra uppföljare på efterföljande Nintendo-konsoler, såsom Super Mario Sunshine till Gamecube och Super Mario Galaxy till Wii. Uppföljarna bygger på Super Mario 64s kärndesign med förbättrande föremål och ett öppet spelupplägg, där idéer från Super Mario 64 2 kom att omarbetas till nya koncept. En uppföljare, Super Mario Galaxy 2, innehåller en nyversion av nivån Whomp's Fortress.